# Katholieke Kerk in Spanje

Spanje

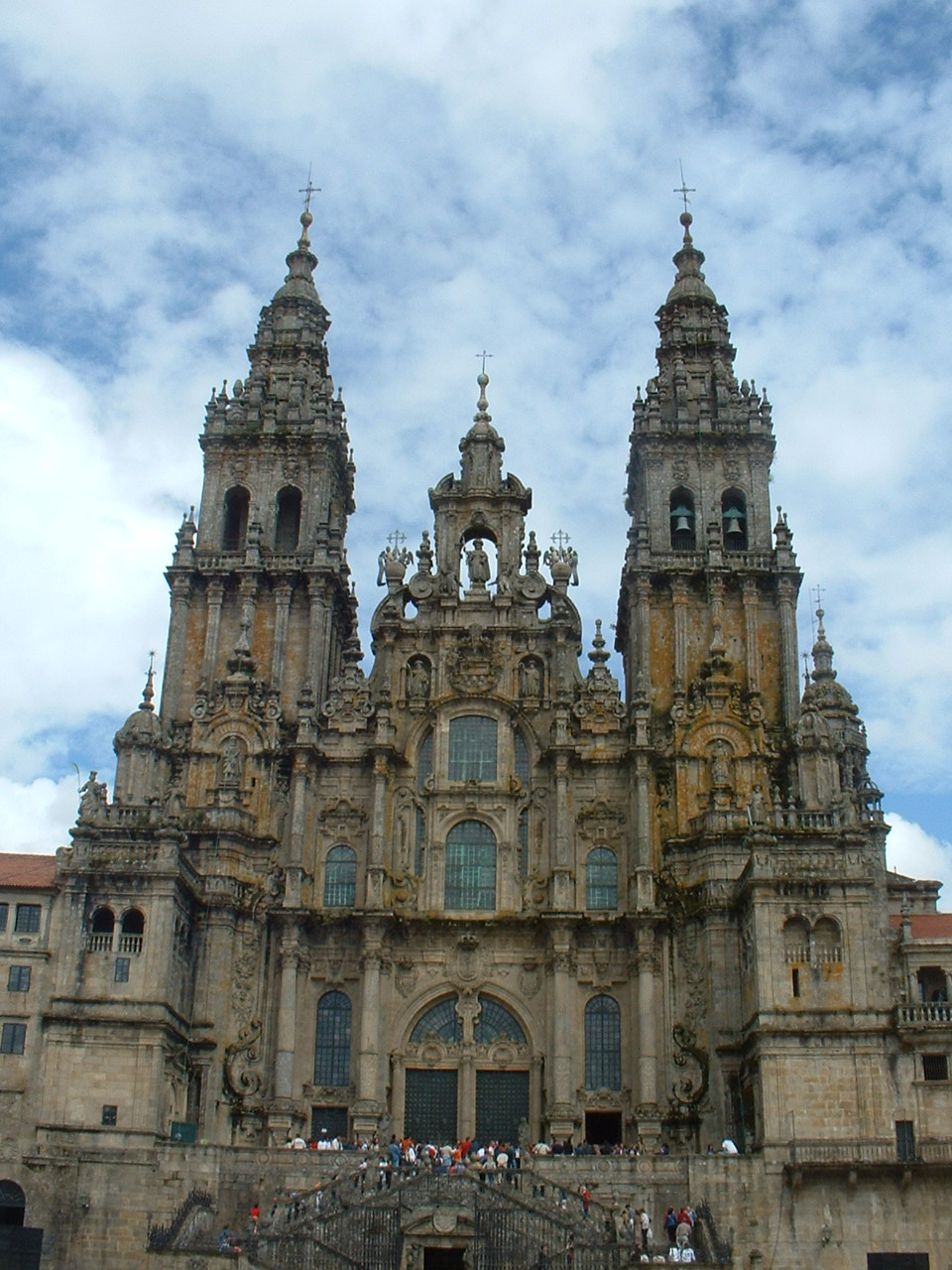
Kathedraal van Santiago de Compostella

Kerkprovincies (kleur) met bisdommen (licht) en aartsbisdommen (donker) in Spanje

De Katholieke Kerk in Spanje maakt deel uit van de wereldwijde Rooms-Katholieke Kerk, onder het leiderschap van de paus en de Curie.  De heiligen Jakobus de Meerdere, Johannes van Avila en Theresia van Ávila zijn de beschermheiligen van Spanje.
De Spaanse bevolking is voor ca. 96 % katholiek. De Katholieke Kerk in Spanje heeft zich in de Burgeroorlog principieel achter de door Franco geleide opstandelingen gesteld en verkreeg na het eind daarvan een officiële status in het landsbestuur. Deze geprivilegieerde status werd vastgelegd in het Concordaat dat in 1953 tussen de Spaanse regering en het Vaticaan werd gesloten. Ten gevolge van het Tweede Vaticaans Concilie (1962-1965) werd in de Spaanse Kerk het bewustzijn levend dat het samengaan met de staatsmacht afbreuk doet aan de evangelische verkondiging. De resoluties van het concilie hadden tot gevolg dat godsdienstvrijheid door de regering werd aanvaard en wettelijk werd erkend in de ‘Ley de libertad religiosa’ (28 juni 1967). Volgens art. 16 van de grondwet van 1978 heeft geen enkele godsdienst het karakter van een staatsgodsdienst. In januari 1979 werd het Concordaat opgeheven; er werden vier akkoorden door Spanje en het Vaticaan ondertekend waarin de positie van de Katholieke Kerk in Spanje op vier terreinen (juridisch, cultureel, economisch en militair) tot in detail is geregeld.
Volgens eigen cijfers uit 2021 zijn er sinds 2001 220 geestelijken veroordeeld voor seksueel misbruik in Spanje. De Spaanse kerk koos ervoor de opvolging van misbruikmeldingen te laten gebeuren door diocesane commissies en niet door een landelijke commissie.
Het apostolisch nuntiusschap voor Spanje is sinds 22 maart 2025 vacant.

## Territoriale indeling
De territoriale indeling van de Katholieke Kerk omvat in totaal 63 aartsbisdommen en bisdommen die tezamen elf kerkprovincies vormen. Primaat van Spanje is de aartsbisschop van Toledo.
1. Kerkprovincie Barcelona:
  1. Aartsbisdom Barcelona - Bisdom Sant Feliu de Llobregat -Bisdom Terrassa
2. Kerkprovincie Burgos:
  1. Aartsbisdom Burgos - Bisdom Bilbao - Bisdom Osma-Soria - Bisdom Palencia - Bisdom Vitória
3. Kerkprovincie Granada:
  1. Aartsbisdom Granada - Bisdom Almería - Bisdom Cartagena - Bisdom Guadix - Bisdom Jaén - Bisdom Málaga
4. Kerkprovincie Madrid:
  1. Aartsbisdom Madrid - Bisdom Alcalá de Henares - Bisdom Getafe
5. Kerkprovincie Mérida-Badajoz:
  1. Aartsbisdom Mérida-Badajoz - Bisdom Coria-Cáceres - Bisdom Plasencia
6. Kerkprovincie Oviedo:
  1. Aartsbisdom Oviedo - Bisdom Astorga - Bisdom León - Bisdom Santander
7. Kerkprovincie Pamplona y Tudela:
  1. Aartsbisdom Pamplona y Tudela - Bisdom Calahorra y La Calzada-Logroño - Bisdom Jaca - Bisdom San Sebastián
8. Kerkprovincie Santiago de Compostela:
  1. Aartsbisdom Santiago de Compostela - Bisdom Lugo - Bisdom Mondoñedo-Ferrol - Bisdom Orense - Bisdom Tui-Vigo
9. Kerkprovincie Sevilla:
  1. Aartsbisdom Sevilla - Bisdom Cádiz y Ceuta - Bisdom Canarische Eilanden - Bisdom Córdoba - Bisdom Huelva - Bisdom Jerez de la Frontera - Bisdom San Cristóbal de La Laguna o Tenerife
10. Kerkprovincie Tarragona:
  1. Aartsbisdom Tarragona - Bisdom Gerona - Bisdom Lleida - Bisdom Solsona - Bisdom Tortosa - Bisdom Urgell - Bisdom Vic
11. Kerkprovincie Toledo:
  1. Aartsbisdom Toledo - Bisdom Albacete - Bisdom Ciudad Real - Bisdom Cuenca - Bisdom Sigüenza-Guadalajara
12. Kerkprovincie Valencia:
  1. Aartsbisdom Valencia - Bisdom Ibiza - Bisdom Mallorca - Bisdom Menorca - Bisdom Orihuela-Alicante - Bisdom Segorbe-Castellón de la Plana
13. Kerkprovincie Valladolid:
  1. Aartsbisdom Valladolid - Bisdom Ávila - Bisdom Ciudad Rodrigo - Bisdom Salamanca - Bisdom Segovia - Bisdom Zamora
14. Kerkprovincie Zaragoza:
  1. Aartsbisdom Zaragoza - Bisdom Barbastro-Monzón - Bisdom Huesca - Bisdom Tarazona - Bisdom Teruel y Albarracín
15. Overig:
  1. Militair ordinariaat